# Slag bij Arles (411)
De Slag bij Arles vond plaats in 411 tussen de legers van de West-Romeinse keizers Constantijn III en Honorius. Het leger van Honorius werd aangevoerd door zijn generaal Constantius, de latere keizer. De slag werd gewonnen door Honorius.

## Achtergrond
In 410 keerde Constantijn III terug naar Gallië nadat zijn poging om Honorius in Italië af te zetten was geëindigd in een nederlaag. Hij verkeerde in een moeilijke positie want vanuit Spanje werd hij aangevallen door Maximus, ook een tegenkeizer. 
In 411 zond keizer Honorius zijn generaal Constantius met een groot leger naar Gallië. In de buurt van Arles raakten de legers met elkaar in gevecht. Het leger van Constantijn III werd verslagen en moest zich terugtrekken binnen de muren van Arles. Generaal Constantius sloeg daarop het beleg om de stad. Constantijn III hoopte in de tussentijd te worden ontzet door zijn generaal Ebodich, doch dit bleek ijdele hoop, want generaal Constantius lokte deze versterkingen in een hinderlaag. Constantijn III gaf zich over en ondanks de belofte van een veilige aftocht werd hij gevangengenomen en in augustus of september 411 onthoofd.